# Gobiodon histrio
Gobiodon histrio е вид лъчеперка от семейство Попчеви (Gobiidae).

## Разпространение
Видът е разпространен в Австралия, Египет, Еритрея, Израел, Индонезия, Папуа Нова Гвинея, Филипини и Япония.